# Taraxacum pseudominutilobum
Taraxacum pseudominutilobum là một loài thực vật có hoa trong họ Cúc. Loài này được Kovalevsk. miêu tả khoa học đầu tiên năm 1962.